# 水平線測試
在數學裡，水平線測試為一測試方法，用來判斷一函數是否為單射、滿射或雙射。
設一帶有图像的函數為f : X → Y，接著使用X x Y上的水平線
{\displaystyle y_{0}\in Y,\ \{(x,y_{0}):x\in X\}=(X\times y_{0})}。
- 若函數為單射，則其图像絕不會和任何一條水平線相交超過一次。
- 若函數為滿射，則每一水平線和图像至少相交一次。
- 若函數為雙射，則每一水平線和图像相交於一點且只有一點。

| 測試通過（單射） | 測試失敗（非單射） |